# Kongsvang Cleaning & Facility
Kongsvang Cleaning & Facility A/S er en dansk rengørings- og facility management-koncern med hovedkvarter i Åbyhøj i Aarhus. De udfører rengøring, vinduespolering, kantinedrift og ejendomsservice. I 2024 havde de ca. 1.000 ansatte. 
Kongsvang Cleaning & Facility blev etableret i 2005 og er ejet af Jørgen Hertz og Christina Nyhus Hansen.